# Cremastus albertensis
Cremastus albertensis là một loài tò vò trong họ Ichneumonidae.